# Карагач (річка, Крим)
Карага́ч (Фундукли; крим. Qarağaç — «чорне дерево») — річка на південно-східному березі Криму, права притока річки Судак.

## Опис
Довжина річки 13 км, площа водозбору 52,9 км². Витік знаходиться на південному схилі хребта Хамбал (де річка носить назву Фундукли) Головного пасма Кримських гір. Тече в південно-східному напрямку, утворюючи в пониззі Ай-Савську долину, в якій розташовані північні передмістя Судака.
Згідно з довідником «Поверхневі водні об'єкти Криму» у річки 2 притоки: лівий — Караджа, що впадає в 2,8 км від гирла і 1 безіменний, впадає в 2,2 км від гирла. У праці Івана Миклашевського «Водне законодавство і право в Росії», згадані «витоки» Махаіл-Узень і Яман-Ел (на сучасних картах балка Мухаель і урочище Яман-Йол). Карагач впадає в річку Судак в межах однойменного міста в 2,2 кілометрах від гирла.

## Історія
Карагач вперше коротко описаний у праці Петра Симона Палласа «Спостереження, зроблені під час подорожі по південним намісництвам Російської держави в 1793—1794 роках»:
|  | «Значительный ручей Сук-су, текущий с горных вершин подлине тринадцати верст, пробегает большую долину, падая в море; в него впадает маленький ручей Карагач, выходящий из прилегающей с запада долины, [который] течет не каждый год и почти всегда летом пересыхает. Вода этих обоих ручьев распределяется повсюду хорошо устроенными каналами, служит для орошения виноградников и оплодотворения почвы долины - неизбежная предосторожность в такой почве, рухляковые свойства которой удесятеряют ее сухость.» |

Система пристроїв зрошувальних систем і розподілу води регулювалася спочатку, мабуть, усними домовленостями, а, з XIX століття — договорами між землевласниками, оформленими в органах влади.